# Jake Green
Johnston Jacob "Jake" Green, Jr. es uno de los personajes y principal protagonista de la serie posapocalíptica en los Estados Unidos hecha por la CBS, Jericho. Es interpretado por Skeet Ulrich.

## Sinopsis
Él regresa a su pueblo natal, Jericho, después de cinco años de ausencia, para reclamar parte de la herencia de su abuelo que le correspondía. Mientras está en el pueblo le cuenta a sus conocidos diferentes historias de lo que él ha estado haciendo en los últimos cinco años, incluyendo el que jugó Baseball en las ligas menores y que sirvió a la Marina y al Ejército.
Luego de que su padre le negara entregar la herencia de su abuelo y no conseguir absolutamente nada, él se va del pueblo, de un momento a otro, ocurre una explosión nuclear que provenía de Denver, Colorado, distraído se estrella contra un automóvil las dos personas del otro automóvil mueren en la colisión y Jake se hiere la pierna. Cuando Jake se estaba devolviendo a Jericho, dos niños aparecen y le cuentan que su autobús se estrelló cerca. Jake se dirige al bus con los niños, cuando encuentra al conductor muerto y le hace una traqueostomía de emergencia a una niña y maneja el autobús de vuelta a Jericho.
Al día siguiente, una tormenta radioactiva amenaza con llegar a Jericho y él, junto a su hermano y padre se hacen cargo de buscar refugio para el pueblo, presumían que el refugio de la clínica podría albergar gente, pero encontrándose en pésimas condiciones buscan refugio en la mina de sal, a las afueras de Jericho.
Después de que la tormenta desaparece, el pueblo encara un futuro desconocido y Jake empieza a tomar un rol de líder, tratando de brindar ayuda a los ciudadanos: también descubre a través de un recién llegado que la explosión nuclear solo fue una de veintitrés que ocurrieron por el país y que fueron cometidas por una organización terrorista interna. Cuando New Bern ataca Jericho, Johnston Green es asesinado en un tiroteo y Jake es visto como el nuevo líder. 
Poco tiempo después de que el ejército de los Estados Aliados de América detuviera la guerra entre estos dos pueblos, Edward Beck, la persona a cargo de la reconstrucción de Jericho, le ofrece el cargo de sheriff.